# Georges Van Eeckhoutte
Georges Van Eeckhoutte (Westkerke, 1911 - Elverdinge, 4 september 1975) is een volksfiguur uit het Belgisch dorp Elverdinge. Hij staat bekend als het Klein Ventje van Elverdinge en is onder meer het onderwerp van een lied van Willem Vermandere.

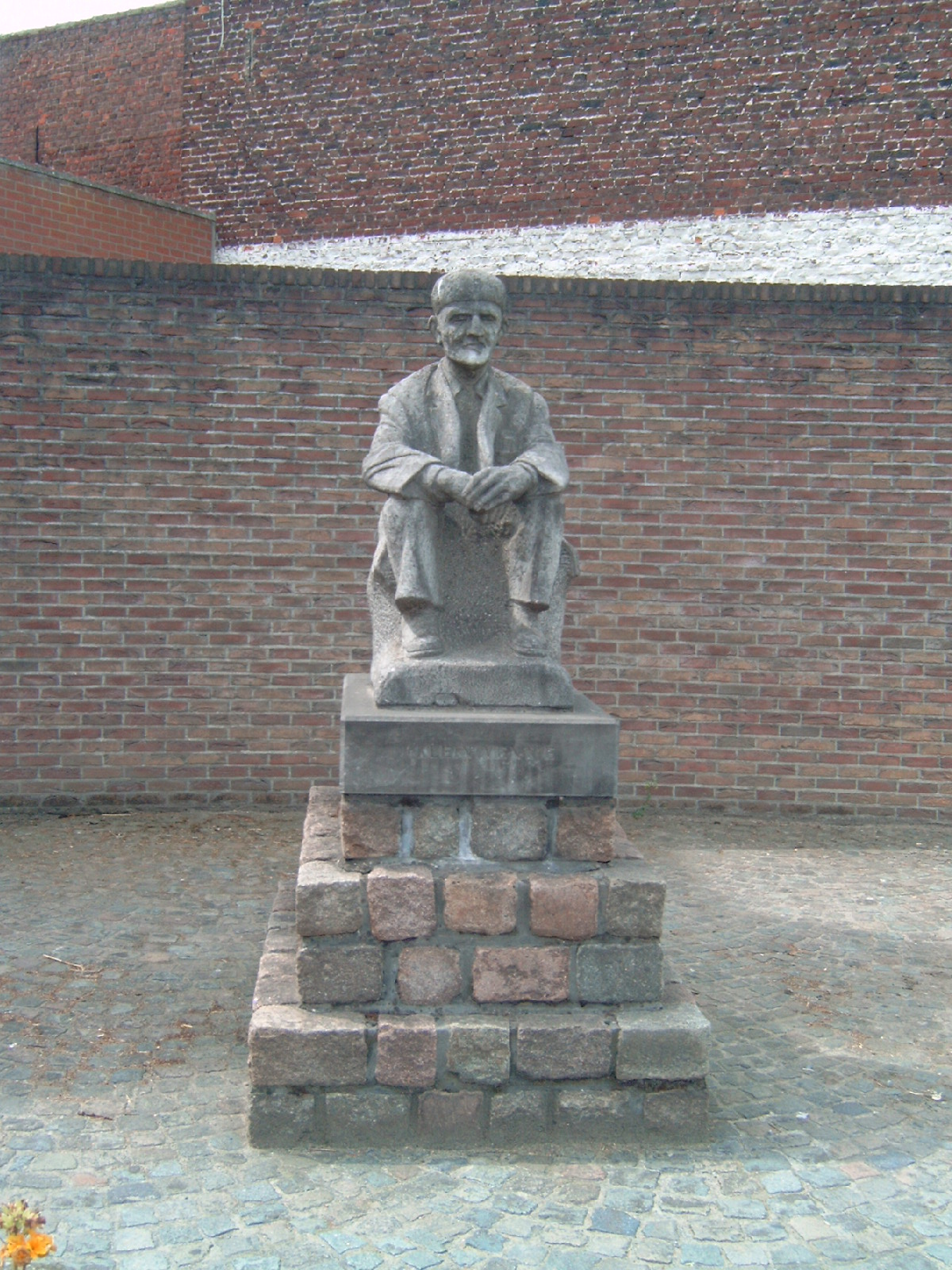

## Biografie
Georges Van Eeckhoutte werd in Bredene als weesjongen grootgebracht op een hoeve. Op 34-jarige leeftijd was hij niet meer in staat zich zelfstandig te verplaatsen. Op 14 januari 1945 kwam hij in Elverdinge aan. Hij werd er opgevangen in het rusthuis door zuster Elisabeth en haar medezusters. Na geruime tijd verzorging verbeterde zijn toestand en mobiliteit.
George was een bekende dorpsfiguur. Hij zat meestal op de drempel van het huis op de hoek van de Boezingsestraat en de Veurnseweg, met een sigaar in zijn mond. Hij deed voor de zusters en bewoners van het rusthuis vaak boodschappen. George kon niet lezen, schrijven of rekenen. Het geld dat hij meekreeg, herkende hij aan de grootte van de stukken en de briefjes aan de kleur. Hij hielp regelmatig in de kerk. Bij processies, begrafenissen, huwelijken en andere plechtigheden rolde hij tapijten uit en zette hij de verwarming aan. Wanneer iemand in het bejaardentehuis erg ziek was, volgde hij dit op de voet. Bij een sterfgeval, verwittigde hij als eerste de begrafenisondernemer. Als er op "zijn kruispunt" een ongeval gebeurde, was hij de assistent van de politie voor het opnemen van het proces verbaal.
Toen het rusthuis verbouwd werd, kreeg hij een kamer op de tweede verdieping. Hij bleef boodschappen doen voor de mensen tot hij ongeneeslijk ziek werd en in het ziekenhuis opgenomen werd. Hij overleed op 4 september 1975 in Elverdinge.

## Het standbeeld
Ter gelegenheid van het tienjarig bestaan van het Davidsfonds van Elverdinge, maakte Eric Dupon een beeld van Georges. Eric heeft Georges nooit gekend. Hij baseerde zich op een pasfoto om de man te boetseren. Daarna werd het standbeeld in arduin vervaardigd. Het stadsbestuur van Ieper plaatste het standbeeld bij het kruispunt waar George vroeger altijd zat te staren naar het bejaardentehuis Home Vrijzicht.
Op 29 juni 1991 werd het beeld onder massale belangstelling ingehuldigd.

## Klein ventje van Elverdinge
Vele passanten hebben Georges op de stoep zien zitten. Ook de Vlaamse kleinkunstenaar Willem Vermandere merkte hem op. Hij componeerde een lied dat het contrast tussen de rustige Georges en het drukke leven weergeeft. Het lied kreeg de titel: "Klein ventje van Elverdinge". Het nummer verscheen een eerste maal in 1976 op Vermanderes elpee Met mijn simpel lied.